# Ur (Sumer)
Ur, ook wel Oer en in het Soemerisch: Urim, was een stad in Sumer, in het zuidelijk deel van Mesopotamië, hedendaags zuidoost Irak, waar de rivieren Eufraat en Tigris in de Perzische Golf uitmonden. De stad werd reeds omstreeks 4100 v.Chr. gesticht. Zij is eeuwenlang een van de belangrijkste steden van de Soemerische cultuur geweest. Tegenwoordig is het dan ook een belangrijke archeologische vindplaats.
De eerste steden van de wereld ontstonden in de regio om Ur, in dezelfde tijd als Ur.

## Stadsbeeld
Het lag iets ten zuiden van het huidige Nasiriya aan de benedenloop van de Eufraat, niet ver van de toenmalige golfkust en zou een belangrijke havenstad zijn geweest. We hebben door diverse opgravingen een tamelijk goed beeld van hoe de stad eruitzag. In het noorden lag het stadsdeel gewijd aan de maangod Nanna, de hoofdgod van de stad. Hier stond ook de ziggoerat die ca. 2200 v.Chr. werd gebouwd. Om de ziggoerat heen bevonden zich nog een paar belangrijke bouwwerken. Het paleis Echursanga komt uit de tijd van de derde dynastie van Ur en was het koningspaleis van Ur-Nammu en Schulgi. Het Egipar was een heiligdom gewijd aan Ningal en is ook in de derde dynastie gebouwd.

## Obeid
Dicht bij Ur ligt Al-Ubaid, of Obeid, waar al in de prehistorie 6500 - 3800 v.Chr., in het Keramisch Neolithicum en de Kopertijd, een belangrijke nederzetting was. Uit deze vroege tijd zijn boten van klei gevonden als bewijs van het feit dat men de rivier en misschien ook de golfkust bevoer. Halfedelstenen uit India laten verre handelscontacten vermoeden.

## Dynastieën en perioden

### Pre-dynastische tijd
De oudste laag van Ur, omstreeks 4000 v.Chr., is volledig bedekt met een dikke laag klei, afkomstig van een overstroming die de stad heeft verwoest. De Mesopotamische geschiedenis werd doorkruist door rampzalige overstromingen. In deze laag klei zijn menselijke resten gevonden, afbeeldingen van godinnen en beschilderde potten. Boven op deze kleilaag is een afzetting van vijf en een halve meter dik die de restanten bevat van de vroege periode toen Ur al een stad was, omstreeks 3400 tot 2900 v.Chr. In deze laag zijn talloze pottenbakkersovens gevonden, alsmede ruwe kleipotten voor het afmeten van voedselhoeveelheden.

### Vroeg-dynastisch

Standaard van Ur - Oorlog
(ca. 2600 v.Chr.), paneel van een kist uit het graf van koningin Puabi, British Museum

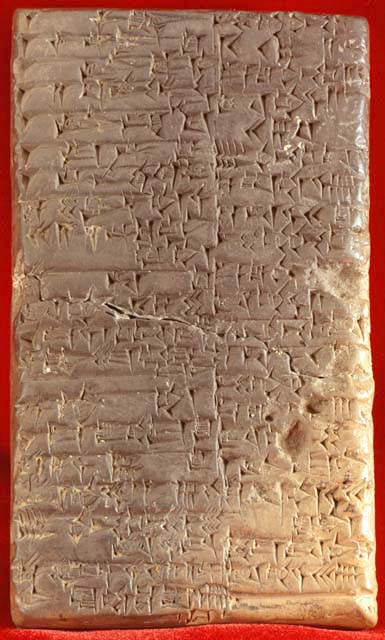
Kleitablet met Soemerisch spijkerschrift
(± 2400 v.Chr.) in de collectie van het Library of Congress

Twee vroeg-dynastische perioden begonnen in ca. 2750 en ca. 2400 v.Chr. In deze periode moest Ur eerst het voortouw laten aan Uruk en Kisj. Een archief van enkele honderden teksten uit ca. 2650 v. Chr., waarvan de herkomst onbekend is en dat slechts op een deel van de samenleving betrekking heeft, toont een sociale gelaagdheid, beroepsmatige specialisatie, en de economische macht van een grote organisatie, die personeel in dienst heeft, rantsoenen en land ter beschikking stelt en over een goede administratie beschikt. Vanaf ca. 2560 v.Chr. was de stad onder Mesannipadda en zijn dynastie, Ur I, een tijdlang de belangrijkste en welvarendste stad van Soemer. Dit blijkt uit de koningsgraven die in deze tijd zijn opgericht. Woolley vond bij zijn opgravingen van deze tombes vele skeletten van personen van de hofhouding die zelfmoord hadden gepleegd om hun meester of meesteres in het hiernamaals te kunnen dienen. De hofdames waren getooid met sieraden uit goud en lapis lazuli. Er waren ook lijfwachten. De laatste van deze graven moeten mogelijk al worden toegeschreven aan de eerste van de drie echte dynastische perioden van de stad Ur. Er was een zware terrasmuur rond delen van Ur.
Rond 2334 kwam er een eind aan de eerste dynastie.
Tijdens de tweede dynastie, waarover niet veel bekend is, berustte de macht eerst bij de Semitische vorsten van Akkad en daarna bij de Guti.

### Derde dynastie
Met Ur-Nammu begon omstreeks 2112 v.Chr. opnieuw een bloeiperiode voor Ur onder de derde dynastie van Ur, Ur III. Deze duurde tot 2004 v.Chr. In deze tijd stond de cultuur van het land op een bijzonder hoog peil en de overblijfselen getuigen van een tijd van grote rijkdom. De maatschappij was grotendeels rond de tempel georganiseerd. Men bouwde trapvormige piramides, ziggoerats genoemd, om er de goden te vereren, vooral de maangod Nanna. De landbouw stond op hoog peil en met een goed georganiseerd bevloeiingsstelsel werden grote oogsten binnengehaald.

### Amorieten en Elam
Ongeveer 2000 v.Chr. kwam er een einde aan het rijk door de opdringende Amorieten en verscheidene aanvallen van Elam, maar ook interne problemen speelden hier een belangrijke rol in. Na de verwoesting van de stad door de Elamieten kon Ur nog enkele eeuwen stand houden maar dan vooral als handelsplaats en vereringplaats voor de Mesopotamische maangod Nanna

#### Isin en Larsa
De laatste koning van Ur III kreeg hoe langer hoe meer met problemen te kampen. Er was onenigheid en hollende inflatie. De Amorieten drongen steeds verder door. Zij vestigden hun eigen dynastie in Isin (ca. 2017 v.Chr.) en het rijk begon af te brokkelen. Verder vond er in 2004 v.Chr. een inval plaats vanuit Elam en Šimaški. Zij slaagden erin Ur zelf te veroveren en verwoesten. De politieke rol van de stad Ur was uitgespeeld, hoewel de stad wel religieuze betekenis behield. Erop volgde chaos in heel Sumer en Akkad, waaruit twee machtcentra ontstonden: Isin en Larsa. Acht jaar na de verwoesting (1996) nam Ishbi-Irra van Isin de stad Ur over en verdreef de Elamieten, maar daarna zou de stad lange tijd een twistappel tussen Isin en Larsa blijven. Andere steden zoals Nippur deelden in dat lot. Rond 1925 veroverde Gungunum van Larsa de stad en bleef zij enige tijd in handen van Larsa. Bur-Sin van Isin veroverde Ur weer terug voor enige tijd, maar onder Sumuel van Larsa viel ze weer in de handen van Larsa. Vóór de tijd van Nur-Adad (1865-1850) gebeurde er een ramp. Een onbekende vijand bezette het land en enige steden en sneed de watertoevoer naar Larsa af. Wie dat deed en wanneer precies in niet bekend. Het lijkt er wel op dat Nur-Adad zo'n tien jaar lang de controle over Ur verloor en er is sprake van een rampzalige situatie in Sumer. Zijn opvolgers regeerden maar kort en daarna zet ene Kudur-Mabuk, mogelijk een Elamiet, zijn zoon Warad-Sin (1834-1823) op de troon van Larsa. Daarna volgt er weer een periode met aanzienlijk bouwactivteiten in Ur. Warad-Sin werd opgevolgd door zijn broer Rim-Sin die 61 jaar koning zou blijven. 

#### Strijd om de macht; de opkomst van Babylon
In de eerste helft van de regering van Rim-Sin was het nog niet zo slecht, ook al beweert Sin-muballit van Babylon het leger van Ur verslagen te hebben. Maar later ontstaat er een chaotische tijd waarin Larsa het moet opnemen tegen Elam, Eshnunna, Mari en Babylon. Er waren irrigatieproblemen en hongersnoden. Uiteindelijk herstelt Hammurabi van Babylon de orde, maar tegen die tijd is er van Ur niet veel over. De laatste 25 jaar van deze tijd van oorlogen was de stad goeddeels van water verstoken geweest en flink ontvolkt.

### Kassieten
In de periode van de Kassieten, omstreeks 1350 v.Chr., werd het Nannaheiligdom gerestaureerd.

### Assyrische overheersing
In de periode van de Assyrische overheersing in de 7de eeuw v.Chr. kreeg de stad nog aandacht van de Assyrische koningen. Zo liet de vorst Nebukadnezar II een nieuwe muur rondom het tempelcomplex optrekken en waren er meer restauraties. Gedurende het 1ste millennium v.Chr. verlegde de Eufraat haar bedding naar het Oosten en werd Ur meer en meer opgeslokt door de woestijn. Het werd dus moeilijker om er een grote bevolking te voeden.

### Nieuw-Babylonië
In de nieuw-Babylonische periode in de 6de eeuw v.Chr. werd het zuiden van Mesopotamië overheerst door een Babylonisch-Aramees bevolkingsgroep, de Chaldeeën. Volgens het Oude Testament zouden zij de voorvaderen zijn van de familie van Abraham. In deze periode was er een laatste kleine opbloei van de stad. Het Nanna stadsdeel werd sterk uitgebreid en kreeg een machtige muur. In het noorden van de stad werd een groot paleis voor Belschaltinanna opgericht, een dochter van koning Nabonid. Uit deze periode stammen de in Ur gevonden cilinders van Nabonidus.

### Perzische overheersing en einde van Ur
Omstreeks 535 v.Chr. stopt als het ware de geschiedenis van Ur. Tijdens deze periode van Perzische overheersing bloedt Ur leeg. Een oorkonde uit 316 v.Chr. is het laatste gedateerde voorwerp waaraan we kunnen afleiden dat de stad nog werd bewoond. De naburige stad Uruk was nog steeds bevolkt en was bekend om zijn astronomie, maar Ur werd alleen nog door rondtrekkende nomaden bewoond, die het af en toe bezochten om er een tijdelijk kampement op te slaan.

## Opgravingen en vondsten
Halverwege de 19e eeuw n.Chr. stond de ziggoerat van Nanna er nog zo goed als intact, destijds bekend als Tell al-Muqayyar, de trappenheuvel. De Britse consul op zoek naar schatten liet in 1854 de getrapte toren van bovenaf afbreken, maar vond ten slotte alleen een kleicilinder met inscripties. Deze werd in eerste instantie onbelangrijk gevonden. De Arabieren gebruikten de leemtegels van de ziggoerat daarna als bouwmateriaal.
Een van de Britse officieren, die in vredestijd voor het British Museum werkte, en nu in de Eerste Wereldoorlog naar Bagdad optrok, verzocht om de ruïnes en de inmiddels vergeten kleirol nog eens goed te mogen bekijken. Daar gaf men klaarblijkelijk gehoor aan. Het werd duidelijk dat de gevonden ziggoerat tot de stad Ur behoorde en dat de Babylonische heerser Nabonid de ziggoerat ca. 550 v.Chr. nog had laten restaureren. Nog meer teksten in spijkerschrift bevestigden, dat Ur ooit een van de belangrijkste steden van Soemer was geweest.
Een archeologische expeditie onder leiding van Leonard Woolley ging in 1922 naar Ur en begon met systematische opgravingen van de Tell, een heuvel waar een nederzetting onder ligt. Woolley groef hier gedurende 1922-1934 en groef onder andere de koningsbegraafplaats op. De meeste graven waren al geschonden, behalve de grafkamer van de koningin Puabi, die met 23 dienaressen was begraven die veel juwelen droegen. De koningin zelf had kostbare grafgiften van goud, lapis lazuli, achat en chalcedoon. Koning Mesilim van Kisj droeg een gouden helm, zo dun als papier, en een gouden dolk met een handvat van lapis lazuli. De bekendste vondst van de opgravingen is een stierenkop van gedreven goud, versierd met blauwe lapis lazuli. Hij zat als versiering op een harp.
Ongeveer 200 m. zuidelijk van de ziggoerat werden de oudste structuren van Ur opgegraven. Het ging om de koningsgraven van Ur die uit ca. 2600-2500 v.Chr. stammen, uit de Vroeg-dynastische tijd. Ze waren een gedeelte van een begraafplaats met ongeveer 2000 graven. Een paar van de koningsgraven waren nog niet beroofd en er werden kostbare grafgiften gevonden. Vlak bij deze begraafplaats vond men ook de monumentale grafcomplexen van de koningen van de derde dynastie. In het zuiden van de stad kon een groot deel van de woonstad uit deze tijd worden opgegraven. De huizen waren meestal aan de kleine kant en hadden een binnenplaats. Er waren verschillende stegen, maar er zijn geen aanwijzingen dat er volgens een stadsplan was gebouwd.
Een gevonden tekst op een kleitablet geeft een mythologische versie over de ondergang van Ur, enkele regels:
Hij heeft zijn stal verlaten, zijn schapenkudde is overgeleverd aan de wind.
De wilde ezel heeft zijn stal verlaten, zijn schapenkudde is overgeleverd aan de wind.
De meester van alle landen heeft zijn stal verlaten, zijn schapenkudde is overgeleverd aan de wind.
Enlil heeft Nippur verlaten, Zijn schapenkudde is overgeleverd aan de wind.
Zijn vrouw Ninlil heeft Haar stal verlaten, Haar schapenkudde is overgeleverd aan de wind.
Ninlil heeft Hun huis Kiur verlaten, Haar schapenkudde is overgeleverd aan de wind.
De koningin van Kiš heeft haar stal verlaten, haar schapenkudde is overgeleverd aan de wind.
Ninmaḫ heeft Hun huis Kiš verlaten, Haar schapenkudde is overgeleverd aan de wind.
...

## Bijbel
Aartsvader Abraham werd volgens de overlevering in de Hebreeuwse Bijbel geboren in Ur. Hij trok van daaruit naar Kanaän. Er staat bij vermeld dat Ur van de Chaldeeën was. De Chaldeeën waren een Aramese stam die omstreeks 970 v.Chr., een klein millennium na de tijd waarin Abraham zou hebben geleefd, Babylonië binnenviel. In de Hebreeuwse Bijbel staat niet vermeld of de Chaldeeën al in Ur woonden ten tijde van Abraham of dat Abraham zelf een Chaldeeër was. Volgens sommige onderzoekers is de toevoeging 'Ur van de Chaldeeën' een anachronistische, latere toevoeging door de schrijvers van de Hebreeuwse Bijbel, die in de 6e eeuw v.Chr. tijdens de Babylonische ballingschap werd geïnterpoleerd. Een andere mogelijkheid is dat met het Bijbelse Ur een andere stad dan het Soemerische U, of Urim, is bedoeld. Men denkt daarbij vooral aan de stad die nu Urfa wordt genoemd en onder de Arameeërs als Urhai bekendstond. De Bijbel noemt namelijk ook de stad Charan die daar niet ver vandaan ligt als verblijfplaats van de aartsvader en de stad ligt eerder in het gebied waar in zijn tijd Kaldu moet hebben gelegen.